# Merla fumada occidental
La merla fumada occidental (Turdus nigriceps) és un ocell de la família dels túrdids (Turdidae).

## Hàbitat i distribució
Habita els boscos dels Andes, al sud-est de l'Equador, centre i est del Perú, Bolívia i nord-oest i nord-est de l'Argentina.